# Giuseppe Satriano
Giuseppe Satriano (* 8. září 1960, Brindisi) je italský římskokatolický kněz, který je od roku 2020 metropolitním arcibiskupem v Bari-Bitontu.

## Život
Po kněžském svěcení se stal knězem fidei donum a působil tři roky v keňské diecézi marsabitské. Roku 2003 se stal generálním vikářem v arcidiecézi Rossano-Cariati. Roku 2012 získal licenciát v oboru bioetika. V létě roku 2014 by jmenován arcibiskupem v Rossano-Cariati. 3. října téhož roku přijal biskupské svěcení. V říjnu 2020 jej papež František jmenoval arcibiskupem v Bari-Bitontu.